# Topologia in dimensione bassa
La topologia in dimensione bassa è una branca della topologia (e quindi della geometria) che studia gli "spazi di dimensione 1, 2, 3 e 4". 
La topologia in dimensione bassa studia soprattutto le varietà, da molteplici punti di vista. A partire dagli anni sessanta, è emersa sempre più la peculiarità di queste dimensioni, il cui studio necessita di strumenti ad hoc, più specifici delle tecniche generali fornite dalla topologia algebrica e della topologia differenziale. Da cui la nascita negli anni 60/70 di un settore apposito, che studiasse tecniche adeguate, soprattutto alle dimensioni 3 e 4. 
Un esempio lampante di questo fenomeno è la dimostrazione di Stephen Smale della Congettura di Poincaré: gli argomenti usati dal matematico statunitense funzionano per tutte le dimensioni superiori a 4, ma non per le altre. La stessa congettura è stata successivamente dimostrata con tecniche complesse e molto specifiche in dimensione 4 da Michael Freedman nel 1982 e in dimensione 3 da Grigori Perelman nel 2003 (i casi 1 e 2 sono molto facili, come notò Henri Poincaré già alla fine del XIX secolo).
I risultati sorprendenti ottenuti da William Thurston, Simon Donaldson, Michael Freedman, Vaughan Jones e Edward Witten nell'ambito delle varietà di dimensione 3 e 4, ottenuti tra la fine degli anni settanta, e tutti gli anni ottanta, hanno valso a tutti questi una medaglia Fields, e hanno portato il settore alla ribalta della geometria e di tutta la matematica. Grigori Perelman, anch'egli vincitore di una medaglia Fields, chiude infine nel 2003 la congettura di Poincaré, insoluta per più di un secolo.

## Dimensione uno

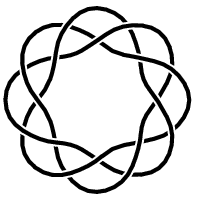
Un nodo è un sottoinsieme dello spazio omeomorfo alla circonferenza.

Esistono solo due varietà di dimensione 1 a meno di omeomorfismo: la retta e la circonferenza. Una circonferenza dentro lo spazio tridimensionale può però essere annodata, ed è possibile dare un significato matematico ben preciso a questo concetto: la branca della topologia che si occupa di questo è la teoria dei nodi. 

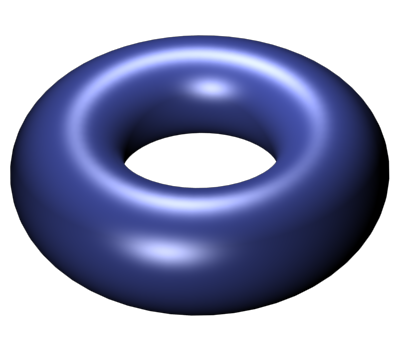
Il toro è una superficie.

## Dimensione due
Una varietà di dimensione 2 è una superficie. Le superfici compatte e orientabili sono classificate dal loro genere, intuitivamente pari al "numeri di buchi". Più in generale, esiste una classificazione delle superfici per ogni superficie di tipo finito. Dal punto di vista topologico tali superfici sono quindi completamente classificate. Queste diventano però un importante oggetto di studio se arricchite di un'ulteriore struttura. 
Le superfici di Riemann sono superfici dotate di una struttura di varietà complessa di dimensione uno: questi oggetti sono stati già abbondantemente studiati nel XIX secolo, ben prima della definizione di spazio topologico, in quanto luogo di zeri di funzioni polinomiali a coefficienti complessi. Avendo dimensione complessa 1, questi oggetti sono esempi di curve algebriche. Il loro studio usa le tecniche dell'analisi complessa e della geometria algebrica. 
Per il teorema di uniformizzazione di Riemann, una superficie può anche essere dotata di una metrica con curvatura gaussiana costante: tale curvatura è necessariamente positiva sulla sfera, nulla sul toro e negativa per tutte le superfici di genere maggiore. Grazie alla metrica, sono quindi definite geodetiche, distanza fra punti, angoli, aree. La geometria della superficie è quindi ellittica sulla sfera, piatta (cioè simile a quella euclidea) sul toro, iperbolica in tutti gli altri casi. Come in altri contesti, la geometria iperbolica è più ricca e quindi oggetto di uno studio più approfondito.

## Dimensione tre

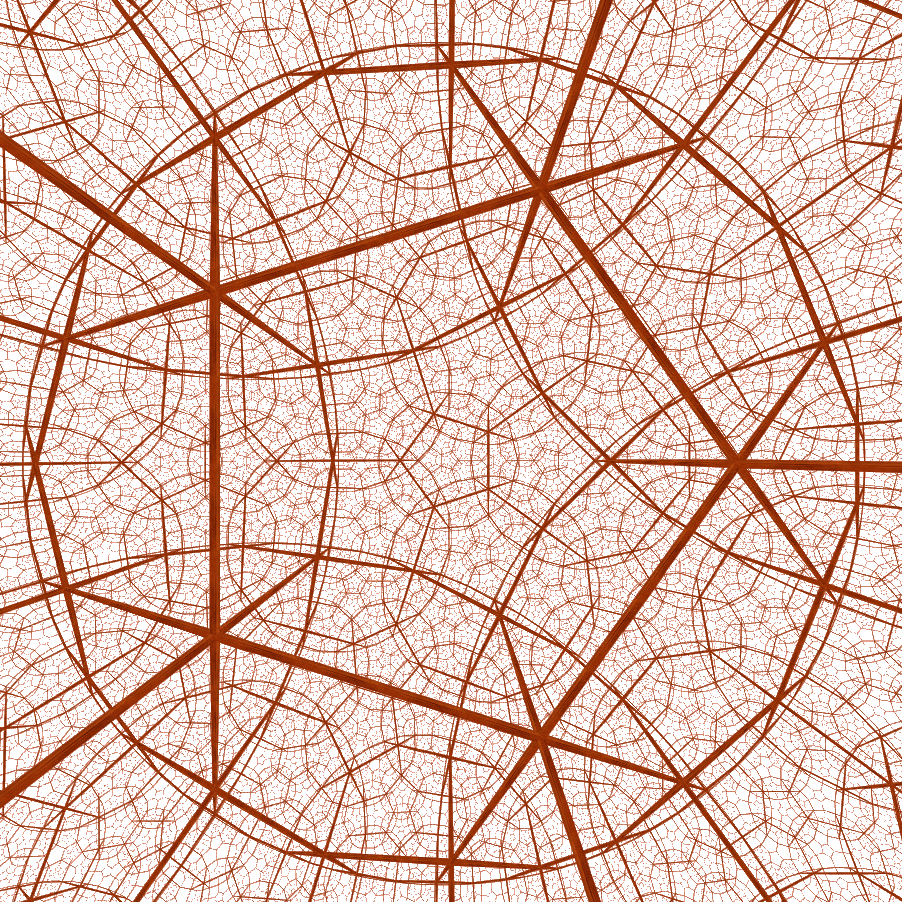
Uno spazio tridimensionale con geometria iperbolica visto dall'interno.

Una 3-varietà è intuitivamente un "universo possibile". A differenza di quanto avviene nelle dimensioni 1 e 2, non esiste ancora nessuna classificazione soddisfacente delle varietà di dimensione 3. Le varietà tridimensionali sono costruite con varie tecniche, ad esempio tramite triangolazioni. 
Il quadro generale è fornito dalla congettura di geometrizzazione, enunciata da William Thurston alla fine degli anni settanta, e dimostrata da Grigori Perelman nel 2003. Questa congettura contiene la congettura di Poincaré come caso particolare. Secondo questa congettura, ogni 3-varietà si decompone in "pezzi geometrici", separati da alcune "pareti": ciascuna parete è una sfera o un toro (entrambi oggetti bidimensionali). Ciascuno di questi "pezzi geometrici" ha una metrica, che non è a curvatura costante ma quasi: è una delle 8 possibili metriche derivate da spazi omogenei tridimensionali. Come per le superfici, la metrica più interessante, di gran lunga quella maggiormente oggetto di studio, è l'iperbolica.

## Dimensione quattro
Una varietà di dimensione 4 è un oggetto difficile da visualizzare. Esistono moltissime varietà di dimensione 4: ad esempio, tali varietà possono avere come gruppo fondamentale qualsiasi gruppo. Per questo motivo, una classificazione completa di tali varietà è impossibile. 
La dimensione 4 presenta una quantità straordinaria di fatti peculiari, che la rendono oggetto di tanto interesse nella comunità dei matematici. Innanzitutto, è la prima dimensione in cui le nozioni di omeomorfismo e diffeomorfismo divergono radicalmente: esistono 4-varietà omeomorfe ma non diffeomorfe, e 4-varietà topologiche che non hanno nessuna struttura di varietà differenziabile. Persino la più semplice delle 4-varietà, lo spazio euclideo {\displaystyle \mathbb {R} ^{4}}, ammette un'infinità non numerabile di strutture differenziali differenti (fatto che non si presenta in nessun'altra dimensione).
Lo studio delle 4-varietà topologiche è quindi molto diverso da quello delle 4-varietà differenziabili. Ad esempio, le varietà compatte e semplicemente connesse topologiche sono classificate grazie ai lavori di Michael Freedman, mentre le differenziabili formano un insieme molto più ricco, il cui studio è estremamente difficile e ancora incompleto, richiedente l'uso di strumenti potenti, quali gli invarianti di Seiberg-Witten.